# 織田良信
織田 良信（おだ すけのぶ/よしのぶ）は、室町時代後期の武将。官位は弾正左衛門、弾正忠。備後守。尾張国の守護代である織田氏の一族で清洲三奉行の一家「織田弾正忠家」（勝幡織田氏）の祖とされる。

## 略歴
父は織田敏信とされ、確定されていない。初名は不明であるが、尾張守護の斯波義良（後に義寛と改名）の一字「良」の偏諱を受け、良信と名乗ったと推定される。
文明14年（1482年）、清洲城内において宗論がおこなわれた（清洲宗論）。その際に奉行人の一人として名を連ねている。弾正忠家一族の人物で名が判明しているのは良信が最初であるが、「良信」の諱があらわれるのは清洲宗論の場面のみである。
長享元年（1487年）、9代将軍・足利義尚より、織田大和守家当主の清洲城主織田敏定へ安堵された寺領（妙興寺領）を押領した「材厳」と同一人物と理解されており、織田信定（信貞）の父で織田信長の曾祖父にあたる人物として名が挙がる「西巌」に該当する人物と推定されている。
津島を支配下に置いた勝幡城は永正年間、子とされる信定の築城であるが、一説には良信が築城ともいう。